# فیلم‌شناسی ساموئل ال. جکسون

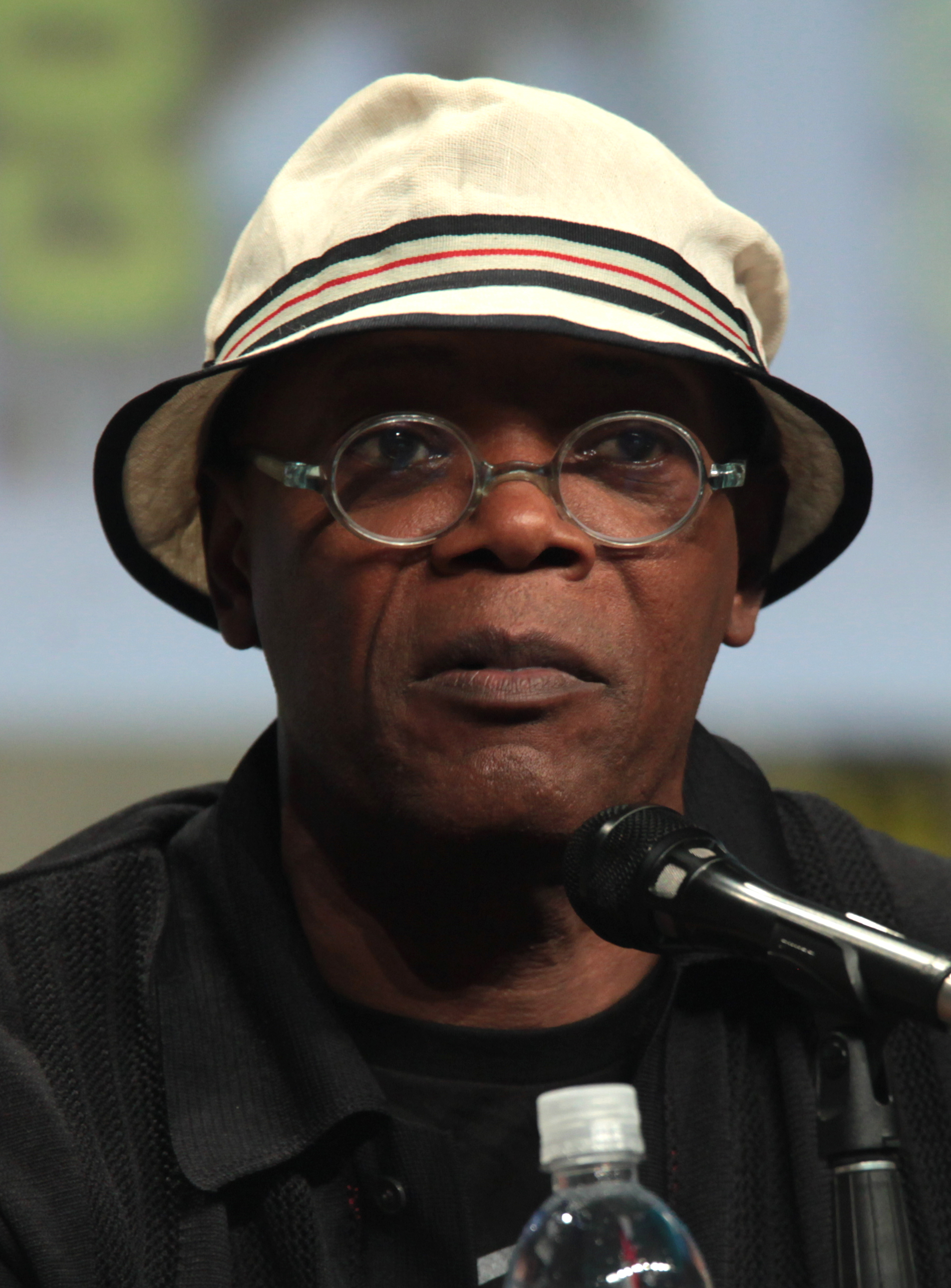
جکسون در کامیک-کان بین‌المللی سن دیگو ۲۰۱۴

ساموئل ال. جکسون یک هنرپیشه، کارگردان و تهیه‌کننده فیلم آمریکایی است. در سال ۲۰۰۹، تعداد بلیت‌های فروخته شده در گیشه برای فیلم‌هایی که جکسون در آن‌ها حضور داشته‌است (شامل نقش‌های جزئی و تک‌جلوه‌ها)، از هر بازیگر سینمایی دیگری بیشتر بوده‌است. تا دسامبر ۲۰۱۵، جکسون در بیش از یکصد فیلم حضور یافته که مجموع سود گیشه‌ای آن‌ها در سطح جهان تا آن تاریخ به حدود ۸٫۶ میلیارد دلار رسیده‌است. دوران حرفه‌ای جکسون در حوزهٔ فیلم از سال ۱۹۷۲ با نقشی در فیلم با هم برای چند روز آغاز شد. در نوزده سال بعد او به ایفای نقش‌های جزئی در چندین عنوان فیلم مختلف پرداخت تا زمانی که در فیلم تب جنگل ساختهٔ اسپایک لی در سال ۱۹۹۱ در نقش یک معتاد به کراک به‌نام گیتور ظاهر شد. این نقش، که نقطهٔ عطف دوران حرفه‌ای جکسون بود، در نهایت جایزهٔ بهترین بازیگر نقش مکمل مرد از سوی هیئت داوران جشنواره بین‌المللی فیلم کن را برای او به ارمغان آورد.
پس از آن، جکسون در نقش‌های مهمی در فیلم‌هایی نظیر آموس و اندرو، داستان عامه‌پسند، اعتیاد به سفید بزرگ، زمانی برای کشتن و مذاکره‌کننده حضور یافت. در سال ۱۹۹۹ جکسون اجرای نقش میس ویندو در سه‌گانه پیش‌درآمد جنگ ستارگان را آغاز کرد. او نقش این شخصیت را در فیلم پویانمایی جنگ ستارگان: جنگ‌های کلون نیز اجرا کرد. در سال ۲۰۰۰ او نقش اول را در فیلم دوباره‌سازی شدهٔ شفت دریافت کرد، و در کنار سایر فیلم‌هایش، متعاقباً در فیلم‌های سوات، مربی کارتر، مارها در هواپیما و لیک‌ویو تراس نیز حضور یافت. در سال ۲۰۰۴، جکسون نقش افسر فرانک تنپنی را در بازی ویدئویی اتومبیل‌دزدی بزرگ: سن آندریاس، که در سراسر جهان مورد تحسین قرار گرفته‌بود، اجرا کرد. او برای این نقش برندهٔ جایزهٔ بازی‌های ویدئویی اسپایک برای بهترین اجرا توسط یک مرد شد. جکسون پس از آن برای اجرای نقش یکی از شخصیت‌های مارول کامیکس به نام نیک فیوری انتخاب شد و طبق قراردادش با مارول استودیوز برای ایفای نقش در ۹ فیلم از سری فیلم‌های این استودیو، در فیلم‌های مرد آهنی، مرد آهنی ۲، ثور، کاپیتان آمریکا: نخستین انتقام‌جو، انتقام‌جویان، کاپیتان آمریکا: سرباز زمستان، انتقام‌جویان: عصر اولتران، انتقام‌جویان: جنگ ابدیت و کاپیتان مارول در نقش این شخصیت ظاهر شد. با وجود پایان یافتن قرارداد جکسون با استودیوی مارول برای شرکت در نه فیلم، جکسون تأیید کرده‌است که در فیلم‌های آیندهٔ این استودیو نیز حضور خواهد داشت. او پس از پایان این قرارداد، در فیلم‌های انتقام‌جویان: پایان بازی و مرد عنکبوتی: دور از خانه نیز ایفای نقش کرده‌است.
جکسون برای نقشش در فیلم داستان عامه‌پسند برندهٔ جایزه بفتا برای بهترین بازیگر نقش مکمل مرد شده و برای دریافت جوایز اسکار و گلدن گلوب نیز نامزد شد. او همچنین در سال ۱۹۹۴ نامزد دریافت جایزهٔ گلدن گلوب برای بهترین بازیگر مرد در یک مینی‌سریال برای نقشش در در برابر دیوار شد. جکسون در سال ۱۹۹۶ برای فیلم زمانی برای کشتن، و در سال ۱۹۹۷ برای فیلم جکی براون نیز نامزد دریافت جایزهٔ گلدن گلوب شد. در سال ۲۰۰۰، جکسون صاحب یک ستاره در پیاده‌روی مشاهیر هالیوود شد و پس از آن در سال ۲۰۰۶ اثر دست و پای او در خارج از تئاتر چینی گرومن ثبت شد.

## فیلم
| سال  | عنوان                                            | نقش                                   | توضیحات بیشتر                     |
| ---- | ------------------------------------------------ | ------------------------------------- | --------------------------------- |
| ۱۹۷۲ | با هم برای چند روز                               | استن                                  |                                   |
| ۱۹۸۰ | نابودگر                                          | جولیان فلک                            |                                   |
| ۱۹۸۱ | رگتایم                                           | وسلی فردیناند                         |                                   |
| ۱۹۸۷ | عصاهای جادویی                                    | بام                                   | یاد شده با نام سام جکسون          |
| ۱۹۸۷ | ادی مورفی بی‌تجربه                                | جان کلکورس                            |                                   |
| ۱۹۸۸ | سفر به آمریکا                                    | هولدآپ من                             |                                   |
| ۱۹۸۸ | گیجی در مدرسه                                    | لیدس                                  |                                   |
| ۱۹۸۹ | کار درست را بکن                                  | میستر سینیور لاو ددی                  | یاد شده با نام سام جکسون          |
| ۱۹۸۹ | دریای عشق                                        | مرد سیاه‌پوست                          |                                   |
| ۱۹۹۰ | دفاع با فریب                                     | وزیر گارث                             |                                   |
| ۱۹۹۰ | شوک به سیستم                                     | اولیسس                                |                                   |
| ۱۹۹۰ | مراسم عقد بتسی                                   | متصدی اعزام تاکسی                     |                                   |
| ۱۹۹۰ | بهترین بلوز                                      | مدلاک                                 |                                   |
| ۱۹۹۰ | جن‌گیر ۳                                          | مرد رؤیایی نابینا                     |                                   |
| ۱۹۹۰ | رفقای خوب                                        | پارنل استیون "استکس" ادواردز          |                                   |
| ۱۹۹۰ | بازگشت ابرمگس                                    | نیت کابوت                             |                                   |
| ۱۹۹۱ | تجارت سختگیرانه                                  | مونرو                                 |                                   |
| ۱۹۹۱ | تب جنگل                                          | گیتور پیوریفای                        |                                   |
| ۱۹۹۱ | جست و خیز در قبرستان                             | آقای سیمپسونز                         |                                   |
| ۱۹۹۱ | جانی سوئید                                       | بی-باپ                                |                                   |
| ۱۹۹۲ | آب‌میوه                                           | تریپ                                  |                                   |
| ۱۹۹۲ | بازی پاتریوت                                     | رابی جکسون                            |                                   |
| ۱۹۹۲ | شن‌های سفید                                       | گرگ میکر                              |                                   |
| ۱۹۹۲ | پدران و پسران                                    | مارشال                                |                                   |
| ۱۹۹۳ | تهدیدی برای جامعه                                | تات لاوسون                            |                                   |
| ۱۹۹۳ | اسلحه پر ۱                                       | گروهبان وس لوگر                       |                                   |
| ۱۹۹۳ | آموس و اندرو                                     | اندرو استرلینگ                        |                                   |
| ۱۹۹۳ | پارک ژوراسیک                                     | جان ریموند آرنولد                     |                                   |
| ۱۹۹۳ | داستان عاشقانه واقعی                             | بیگ دان                               |                                   |
| ۱۹۹۴ | تازه                                             | سم                                    |                                   |
| ۱۹۹۴ | داستان عامه‌پسند                                  | جولز وینفیلد                          |                                   |
| ۱۹۹۴ | عصر جدید                                         | دیل                                   |                                   |
| ۱۹۹۴ | درود بر سزار                                     | پستچی                                 |                                   |
| ۱۹۹۴ | درگیری در وست پوینت: دادگاه نظامی جانسون ویت‌تیکر | ریچارد تئودور گرینر                   |                                   |
| ۱۹۹۴ | در جستجوی جیمی یک چشم                            | سرهنگ ران                             |                                   |
| ۱۹۹۵ | بوسهٔ مرگ                                         | کلوین هارت                            |                                   |
| ۱۹۹۵ | جان‌سخت ۳                                         | زئوس کارور                            |                                   |
| ۱۹۹۵ | گم شدن اشعیا                                     | کادار لوییس                           |                                   |
| ۱۹۹۵ | فلوک                                             | رامبو (صداپیشه)                       |                                   |
| ۱۹۹۶ | اعتیاد به سفید بزرگ                              | کشیش فرد سلطان                        |                                   |
| ۱۹۹۶ | زمانی برای کشتن                                  | کارل لی هیلی                          |                                   |
| ۱۹۹۶ | بوسه طولانی شب‌بخیر                               | میچ هنسی                              |                                   |
| ۱۹۹۶ | برد دشوار                                        | جیمی                                  |                                   |
| ۱۹۹۶ | بار تریز                                         | وندل                                  |                                   |
| ۱۹۹۶ | نوجوان‌ها و تفنگ‌ها: پیشگیری از خشونت              | خودش                                  | مورد استفاده در مدارس             |
| ۱۹۹۷ | یک هشت هفت                                       | تروور گارفیلد                         |                                   |
| ۱۹۹۷ | جویبار ایو                                       | لوئیس باتیست                          | همچنین در جایگاه تهیه‌کننده        |
| ۱۹۹۷ | جکی براون                                        | اوردل رابی                            |                                   |
| ۱۹۹۸ | کره                                              | هری آدامز                             |                                   |
| ۱۹۹۸ | مذاکره‌کننده                                      | ستوان دنی رومن                        |                                   |
| ۱۹۹۸ | ویولن قرمز                                       | چارلز موریتز                          |                                   |
| ۱۹۹۸ | خارج از دید                                      | هجیرا هنری                            | عدم ذکر نام در تیتراژ             |
| ۱۹۹۹ | جنگ ستارگان: قسمت اول – تهدید شبح                | میس ویندو                             |                                   |
| ۱۹۹۹ | دریای آبی عمیق                                   | راسل فرانکلین                         |                                   |
| ۲۰۰۰ | مقررات درگیری                                    | سرهنگ تری ال. چیلدرز                  |                                   |
| ۲۰۰۰ | شفت                                              | جان شفت ۲                             |                                   |
| ۲۰۰۰ | آسیب‌ناپذیر                                       | الیجا پرایس / آقای شیشه               |                                   |
| ۲۰۰۱ | والنتاین غارنشین                                 | رومولوس لدبتر                         | همچنین در جایگاه تهیه‌کنندهٔ اجرایی |
| ۲۰۰۱ | ایالت پنجاه و یکم                                | المو مک‌الروی                          |                                   |
| ۲۰۰۲ | تغییر مسیر                                       | دویل گیپسون                           |                                   |
| ۲۰۰۲ | جنگ ستارگان: قسمت دوم – حمله کلون‌ها              | میس ویندو                             |                                   |
| ۲۰۰۲ | تریپل ایکس                                       | مأمور آگوستوس گیبونز                  |                                   |
| ۲۰۰۲ | عمل بد                                           | جک فرایار                             |                                   |
| ۲۰۰۳ | بیسیک                                            | گروهبان ناتان وست                     |                                   |
| ۲۰۰۳ | سوات.                                            | گروهبان دن "هوندو" هارلسون            |                                   |
| ۲۰۰۳ | نابودگر ۳: خیزش ماشین‌ها                          | ویلیام کندی (صداپیشه)                 | صحنه حذف‌شده                       |
| ۲۰۰۴ | پیچ‌خورده                                         | جان میلز                              |                                   |
| ۲۰۰۴ | بیل را بکش: بخش ۲                                | روفوس                                 |                                   |
| ۲۰۰۴ | شگفت‌انگیزان                                      | لوسیوس بست / فروزون (صداپیشه)         |                                   |
| ۲۰۰۴ | در کشور من                                       | لنگستون ویتفیلد                       |                                   |
| ۲۰۰۴ | سیاهی نابخشودنی: خیزش و سقوط جک جانسون           | جک جانسون (صداپیشه)                   | فیلم مستند                        |
| ۲۰۰۴ | واژه ان                                          | خودش                                  | فیلم مستند                        |
| ۲۰۰۵ | مربی کارتر                                       | کن کارتر                              |                                   |
| ۲۰۰۵ | تریپل اکس: دولت متحد                             | مأمور آگوستوس گیبونز                  |                                   |
| ۲۰۰۵ | جنگ ستارگان: قسمت سوم – انتقام سیت               | میس ویندو                             |                                   |
| ۲۰۰۵ | مرد                                              | دریک وان                              |                                   |
| ۲۰۰۶ | فریدم‌لند                                         | لورنزو کونسیل                         |                                   |
| ۲۰۰۶ | مارها در هواپیما                                 | مأمور نویل فلین                       |                                   |
| ۲۰۰۶ | منزل شجاعت                                       | دکتر ویل مارش                         |                                   |
| ۲۰۰۶ | ناله مار سیاه                                    | لازاروس وودز                          |                                   |
| ۲۰۰۷ | لودگی پنگوئن‌ها                                   | راوی (صداپیشه)                        |                                   |
| ۲۰۰۷ | ۱۴۰۸                                             | جرالد اولین                           |                                   |
| ۲۰۰۷ | احیای قهرمان                                     | باب ساترفیلد                          |                                   |
| ۲۰۰۷ | نظافتچی                                          | تام کاتلر                             |                                   |
| ۲۰۰۸ | جهنده                                            | مأمور رولند کاکس                      |                                   |
| ۲۰۰۸ | مرد آهنی                                         | نیک فیوری                             | تک‌جلوه بدون ذکر نام در تیتراژ     |
| ۲۰۰۸ | جنگ ستارگان: جنگ‌های کلون                         | میس ویندو (صداپیشه)                   |                                   |
| ۲۰۰۸ | لیک‌ویو تراس                                      | ایبل ترنر                             |                                   |
| ۲۰۰۸ | مردان سول                                        | لوئیس هیندز                           |                                   |
| ۲۰۰۸ | روح                                              | اخطاپوس                               |                                   |
| ۲۰۰۸ | تپه گاسپل                                        | پل ماکوم                              | عدم ذکر نام در تیتراژ             |
| ۲۰۰۹ | پسر فضایی                                        | زاگ (صداپیشه)                         |                                   |
| ۲۰۰۹ | مادر و فرزند                                     | پل                                    |                                   |
| ۲۰۰۹ | حرامزاده‌های لعنتی                                | راوی (صداپیشه)                        | عدم ذکر نام در تیتراژ             |
| ۲۰۱۰ | کاوش کوآنتومی: سفر فضایی کاسینی                  | ترس (صداپیشه)                         |                                   |
| ۲۰۱۰ | غیرقابل‌تصور                                      | هنری هارولد هامفریز                   |                                   |
| ۲۰۱۰ | مرد آهنی ۲                                       | نیک فیوری                             |                                   |
| ۲۰۱۰ | اون‌یکی‌ها                                         | کاراگاه پی‌کی های‌اسمیت                 |                                   |
| ۲۰۱۱ | گربه‌های آفریقایی                                 | راوی (صداپیشه)                        | فیلم مستند                        |
| ۲۰۱۱ | ثور                                              | نیک فیوری                             | تک‌جلوه بدون ذکر نام در تیتراژ     |
| ۲۰۱۱ | کاپیتان آمریکا: نخستین انتقام‌جو                  | نیک فیوری                             | تک‌جلوه                            |
| ۲۰۱۱ | آرنا                                             | لوگان                                 |                                   |
| ۲۰۱۲ | سامارایی                                         | فولی                                  |                                   |
| ۲۰۱۲ | انتقام‌جویان                                      | نیک فیوری                             |                                   |
| ۲۰۱۲ | دیدار با شیطان                                   | ریچی                                  |                                   |
| ۲۰۱۲ | زامبیا                                           | تندای (صداپیشه)                       |                                   |
| ۲۰۱۲ | جنگوی زنجیرگسسته                                 | استیفن                                |                                   |
| ۲۰۱۳ | توربو                                            | ویپلش (صداپیشه)                       |                                   |
| ۲۰۱۳ | اولدبوی                                          | چانی                                  |                                   |
| ۲۰۱۴ | شک منطقی                                         | کلینتون دیویس                         |                                   |
| ۲۰۱۴ | پلیس آهنی                                        | پاتریک "پت" نوواک                     |                                   |
| ۲۰۱۴ | کاپیتان آمریکا: سرباز زمستان                     | نیک فیوری                             |                                   |
| ۲۰۱۴ | بادبادک                                          | کارل آکر                              |                                   |
| ۲۰۱۴ | بازی بزرگ                                        | رئیس‌جمهور ویلیام آلن مور              |                                   |
| ۲۰۱۴ | کینگزمن: سرویس مخفی                              | ریچموند ولنتاین                       |                                   |
| ۲۰۱۵ | انتقام‌جویان: عصر اولتران                         | نیک فیوری                             |                                   |
| ۲۰۱۵ | غیرمرگبار                                        | هاردمن                                |                                   |
| ۲۰۱۵ | شای-رک                                           | دالمدز                                |                                   |
| ۲۰۱۵ | هشت نفرت‌انگیز                                    | سرگرد مارکیس وارن                     |                                   |
| ۲۰۱۶ | سلول                                             | تام مک‌کورت                            |                                   |
| ۲۰۱۶ | افسانه تارزان                                    | جورج واشینگتن ویلیامز                 |                                   |
| ۲۰۱۶ | من کاکاسیاه تو نیستم                             | راوی (صداپیشه)                        | فیلم مستند                        |
| ۲۰۱۶ | خانه دوشیزه پرگرین برای بچه‌های عجیب              | آقای بارون                            |                                   |
| ۲۰۱۶ | تو را زنده می‌خورم                                | خودش                                  | فیلم مستند                        |
| ۲۰۱۷ | تریپل ایکس ۳: بازگشت زندر کیج                    | آگوستوس گیبونز، مأمور آژانس امنیت ملی |                                   |
| ۲۰۱۷ | کونگ: جزیره جمجمه                                | سرهنگ دوم پرستون پاکارد               |                                   |
| ۲۰۱۷ | محافظ مزدور                                      | داریوس کینساید                        |                                   |
| ۲۰۱۷ | فروشگاه تک‌شاخ                                    | فروشنده                               |                                   |
| ۲۰۱۸ | انتقام‌جویان: جنگ ابدیت                           | نیک فیوری                             | تک‌جلوه بدون ذکر نام در تیتراژ     |
| ۲۰۱۸ | شگفت‌انگیزان ۲                                    | لوسیوس بست / فروزون (صداپیشه)         |                                   |
| ۲۰۱۸ | خود زندگی                                        | خودش                                  |                                   |
| ۲۰۱۸ | شگفت‌انگیزان ۲                                    | لوسیوس بست / فروزون (صداپیشه)         |                                   |
| ۲۰۱۸ | خود زندگی                                        | خودش                                  |                                   |
| ۲۰۱۸ | انتقام‌جویان: جنگ ابدیت                           | نیک فیوری                             | تک‌جلوه بدون ذکر نام در تیتراژ     |
| ۲۰۱۹ | کاپیتان مارول                                    | نیک فیوری                             |                                   |
| ۲۰۱۹ | انتقام‌جویان: پایان بازی                          | نیک فیوری                             | تک‌جلوه                            |
| ۲۰۱۹ | مرد عنکبوتی: دور از خانه                         | نیک فیوری                             |                                   |
| ۲۰۱۹ | منتهای حد کمال                                   | Billy Takoda                          | [ ۳۰ ]                            |
| ۲۰۱۹ | QT8: The First Eight                             | Himself                               | [ ۳۱ ]                            |
| ۲۰۱۹ | جنگ ستارگان: خیزش اسکای‌واکر                      | میس ویندو                             | [ ۳۲ ]                            |
| ۲۰۲۰ | بانکدار                                          | Joe Morris                            | [ ۳۳ ]                            |
| ۲۰۲۱ | مارپیچ                                           | Marcus Banks                          | [ ۳۴ ]                            |
| ۲۰۲۱ | محافظ همسر یک آدم‌کش                              | Darius Kincaid                        | [ ۳۵ ]                            |
| ۲۰۲۱ | محافظ                                            | Moody Dutton                          | [ ۳۶ ]                            |
| ۲۰۲۲ | پنجه‌های خشم: افسانه هنک                          | جیمبو                                 | [ ۳۷ ]                            |
| TBA  | آرگایل                                           |                                       | [ ۳۸ ]                            |

| Films that have not yet been released | نشان‌دهندهٔ فیلم‌هایی است که هنوز منتشر نشده‌اند |

## تلویزیون
| سال       | عنوان                                          | نقش                                   | توضیحات بیشتر                                             |
| --------- | ---------------------------------------------- | ------------------------------------- | --------------------------------------------------------- |
| ۱۹۷۶      | حرکت کردن                                      | مأمور گشت                             | قسمت: «زن آهنین»                                          |
| ۱۹۷۷      | تبعیدی                                         | سالک                                  | تله‌فیلم                                                   |
| ۱۹۷۸      | میلو میوز خرگوش                                | جانسو ویتیکر                          | تله‌فیلم                                                   |
| ۱۹۸۶–۱۹۸۷ | اسپنسر: برای استخدام                           | لروی کلنسی / ند                       | ۲ قسمت                                                    |
| ۱۹۸۷      | کلبهٔ عمو سام                                   | جورج                                  | تله‌فیلم                                                   |
| ۱۹۸۹      | خروج مرد مرده                                  | کلوین فردریکس                         | تله‌فیلم                                                   |
| ۱۹۸۹      | روزها وشب‌های مولی داد                          | برادر الویس                           | قسمت: «این دلیلی است که هر روز صبح تخت خوابت را مرتب کنی» |
| ۱۹۹۱      | نظم و قانون                                    | تاگرت                                 | قسمت: «خشونت تابستانی»                                    |
| ۱۹۹۲      | روح-نویسنده                                    | رگی جنکینز                            | ۳ قسمت                                                    |
| ۱۹۹۴      | در برابر دیوار                                 | جمال                                  | تله‌فیلم                                                   |
| ۱۹۹۵      | شکیل اونیل: بزرگتر از زندگی                    | راوی (صداپیشه)                        | فیلم مستند                                                |
| ۱۹۹۷      | به خیر و خوشی: افسانه‌هایی برای هر کودک         | شهردار (صداپیشه)                      | قسمت: «کبوتر ابلق»                                        |
| ۱۹۹۸      | جوایز فیلم ام‌تی‌وی ۱۹۹۸                         | خودش / میزبان                         | ویژه‌برنامهٔ تلویزیونی                                      |
| ۱۹۹۸      | پخش زنده شنبه شب                               | خودش / میزبان                         | قسمت: «ساموئل ال. جکسون/بن فولدز فایو»                    |
| ۲۰۰۱      | خانواده مغرور                                  | جوزف (صداپیشه)                        | قسمت: «هفت روز در کوانزا»                                 |
| ۲۰۰۲      | مبارزه برای آزادی: انقلاب و جنگ داخلی          | راوی (صداپیشه)                        | فیلم مستند                                                |
| ۲۰۰۲      | هنر اکشن: هنرهای نظامی در فیلم‌ها               | خودش / میزبان                         | ویژه‌برنامهٔ تلویزیونی                                      |
| ۲۰۰۲      | خاطرات زنجیر گسستگی: خواندن روایت‌هایی از بردگی | راوی (صداپیشه)                        | فیلم مستند                                                |
| ۲۰۰۳      | داگی فیزل تلویزل                               | خودش                                  | قسمت: «پایلوت»                                            |
| ۲۰۰۵–۲۰۱۰ | خلافکارها                                      | جین رامی (صداپیشه)                    | ۸ قسمت                                                    |
| ۲۰۰۵      | سیاهی‌لشکر                                      | خودش                                  | قسمت: «ساموئل ال. جکسون»                                  |
| ۲۰۰۵      | جوایز بازی‌های ویدئویی اسپایک ۲۰۰۵              | خودش / میزبان                         | ویژه‌برنامهٔ تلویزیونی                                      |
| ۲۰۰۶      | افتخار تعلیق‌شده                                | راوی (صداپیشه)                        | فیلم مستند                                                |
| ۲۰۰۶      | جوایز بازی‌های ویدئویی اسپایک ۲۰۰۶              | خودش / میزبان                         | ویژه‌برنامهٔ تلویزیونی                                      |
| ۲۰۰۷      | افرو سامورایی                                  | افرو سامورایی و نینجا نینجا (صداپیشه) | دو نقش؛ ۵ قسمت؛ همچنین در جایگاه تهیه‌کنندهٔ اجرایی         |
| ۲۰۰۷      | به خودت احترام بگذار: داستان استکس رکوردز      | راوی (صداپیشه)                        | فیلم مستند                                                |
| ۲۰۰۷      | جوایز بازی‌های ویدئویی اسپایک ۲۰۰۷              | خودش / میزبان                         | ویژه‌برنامهٔ تلویزیونی                                      |
| ۲۰۰۹      | افرو سامورایی: رستاخیز                         | افرو سامورایی و نینجا نینجا (صداپیشه) | دو نقش؛ فیلم تلویزیونی؛ همچنین در جایگاه تهیه‌کننده        |
| ۲۰۰۹      | راهروهای ناهموار                               | راوی (صداپیشه)                        | فیلم مستند                                                |
| ۲۰۱۱      | غروب محدود                                     | مرد سیاه‌پوست                          | تله‌فیلم                                                   |
| ۲۰۱۱      | ممنوعیت                                        | خواننده (صداپیشه)                     | ۱ قسمت                                                    |
| ۲۰۱۱      | کنجکاوی                                        | خودش / میزبان                         | قسمت: «دنیا چطور پایان می‌یابد؟»                           |
| ۲۰۱۲      | جوایز بازی‌های ویدئویی اسپایک ۲۰۱۲              | خودش (صداپیشه)                        | ویژه‌برنامهٔ تلویزیونی                                      |
| ۲۰۱۲      | گزارش کلبر                                     | راوی تبلیغات (صداپیشه)                | قسمت: «کری ریبورا بارات»                                  |
| ۲۰۱۳      | نسل‌ها                                          | خودش                                  | ۱ قسمت                                                    |
| ۲۰۱۳–۲۰۱۴ | مأموران شیلد.                                  | نیک فیوری                             | ۲ قسمت                                                    |
| ۲۰۱۴      | دینامیت سیاه                                   | کاپیتان کوئینتون (صداپیشه)            | قسمت: «آرواره‌های سیاه!» یا «مرغ انگشت-لیس دریا»           |
| ۲۰۱۹      | کارپول کارائوکه: سریال                         | خودش                                  | قسمت: «ساموئل ال. جکسون و بری لارسون»                     |

## بازی‌های ویدئویی
| سال  | عنوان                                         | نقش صداپیشگی                | توضیحات |
| ---- | --------------------------------------------- | --------------------------- | ------- |
| ۲۰۰۴ | شگفت‌انگیزان                                   | لوسیوس بست / فروزون         |         |
| ۲۰۰۴ | اتومبیل‌دزدی بزرگ: سن آندریاس                  | افسر فرانک تنپنی            |         |
| ۲۰۰۸ | افرو سامورایی                                 | افرو سامورایی و نینجا نینجا | دو نقش  |
| ۲۰۱۰ | قهرمانان نیورث                                | اعلام‌گر ساموئل جکسون        |         |
| ۲۰۱۰ | مرد آهنی ۲                                    | نیک فیوری                   |         |
| ۲۰۱۱ | لگو جنگ ستارگان ۳: جنگ کلون‌ها: The Clone Wars | میس ویندو                   |         |
| ۲۰۱۴ | دیزنی بی‌نهایت: ابرقهرمانان مارول              | نیک فیوری                   |         |
| ۲۰۱۵ | دیزنی بی‌نهایت ۳٫۰                             | نیک فیوری                   |         |

## کتاب‌های صوتی
| سال  | عنوان            | نقش | توضیحات |
| ---- | ---------------- | --- | ------- |
| ۲۰۱۱ | بگیر بخواب لعنتی |     |         |
| ۲۰۱۲ | خشم در هارلم     |     |         |

## وب
| سال  | عنوان                                             | نقش  | توضیحات                        |
| ---- | ------------------------------------------------- | ---- | ------------------------------ |
| ۲۰۱۲ | داستان غم‌انگیز: ساموئل ال. جکسون در مقابل ان هتوی | خودش | فیلم کوتاه خنده‌دار باش یا بمیر |
| ۲۰۱۳ | همه‌چیز تقصیر ساموئل ال. جکسون است                 | خودش | فیلم کوتاه خنده‌دار باش یا بمیر |